# Петър Бангеев
Петър Бангеев (на сръбски: Петар Р. Банђејевић, Пера) е македонски сърбоманин, учител, директор, деец на Сръбската пропаганда в Македония.

## Биография
Петър Бангеев е роден в град Воден, тогава в Османската империя. Три години учи в Историко-филологическия отдел във Висшето училище. Пристига в Цариград в началото на декември 1893 година и преподава в Цариградската сръбска гимназия. Пише гръцка граматика. След като завършва учебна година, през юли 1894 година се завръща в Белград, за да положи изпитите си във Философския факултет.
Работи като агитатор и учител във Воден през 1894 година, като пръв се опитва да наложи сърбоманството в града. Местният български революционен комитет прави план за убийството му и го възлага на терорист от Саракиново, но при атентата Бангеев оцелява. Според Кирил Пърличев сърбоманството в самия Воден не успява да пусне корен.
Учител е в Солунската сръбска гимназия „Дом на науките“ в 1895 - 1896 година, във Воден в 1897 - 1898 година, в Сяр в 1899 година, в Дойран в 1900 - 1901 година, в Гевгели в 1901 година, отново в Солун в 1903 - 1906 година и във Велес в 1907 година. В 1908 - 1913 година е секретар на Рашко-Призренската митрополия в Прищина.